# Темпл-Сити
Темпл-Сити (англ. Temple City) — город в округе Лос-Анджелес в штате Калифорния в Соединённых Штатах Америки.
Согласно данным переписи населения США 2020 года число жителей города 
составляло 36 494 человек, что, для такого небольшого населённого пункта, существенно больше (+ 2.6%), чем было во время предыдущей переписи проводившейся в 2010 году (35 558 человек).

## История
Темпл-Сити возник 30 мая 1923 года, когда Уолтер П. Темпл (англ. Walter P. Temple; 1870—1938) купил 400 акров (160 га) земли в четырех милях (6,4 км) к востоку от Сан-Гейбриеля, которая была частью ранчо Санта-Анита пионера Лаки Болдуина. Первоначальный участок города (участок 6561, зарегистрированный налоговым инспектором округа Лос-Анджелес в июне 1923 года) соответствует современной территории, ограниченной авеню Гарибальди на севере, авеню Болдуин на востоке, авеню Лайв-Оук на юге и авеню Энсинита на западе.

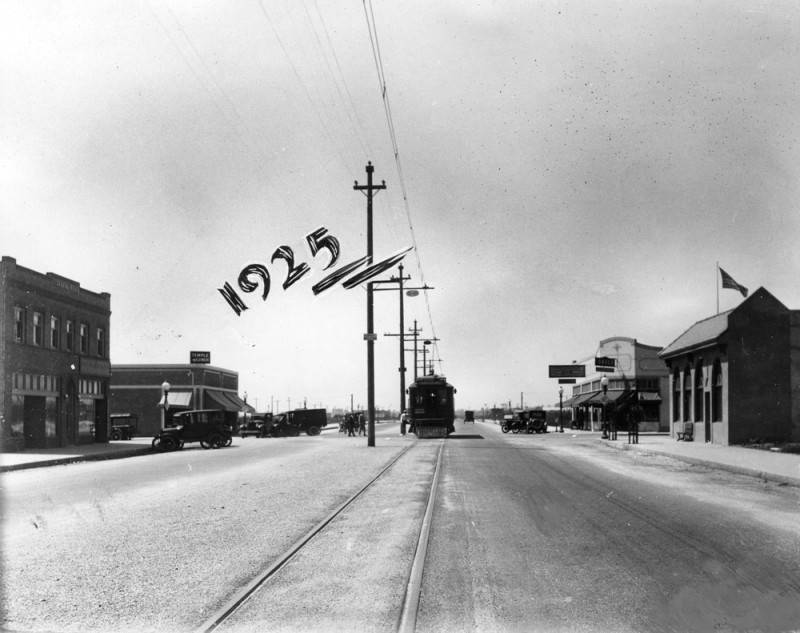
Темпл-Сити в 1925 году

Temple задумал построить сообщество, где обычные люди могли бы позволить себе жить и владеть своими домами. Затем он разделил территорию на участки и разбил парк. Он назвал другие улицы в честь друзей и семьи. Выпуск облигаций, инициированный им, помог строительству дорог и проведению электричества.
В 1925 году был основан Женский клуб Темпл-Сити по инициативе которого с 1944 года в последние выходные февраля в Темпл-Сити проводится ежегодный Фестиваль камелий (англ. Camellia Festival). То, что началось как небольшой парад молодежи, которая бросала цветы камелии зрителям парада, теперь стало знаковым событием в городе, привлекающим около 5000 детей и более 20 000 посетителей каждый год.
Ежегодный приходской праздник Святого Луки проходит в католической церкви Святого Луки Евангелиста в апреле. На Бродвее и Кловерли-авеню, в течение трех дней для граждан открыты игровые киоски, аттракционы и продуктовые лавки. Около 900 волонтеров, молодых и старых, работают в продуктовых и игровых киосках в течение выходных. Некоторые из волонтеров работают на этих мероприятиях более 50 лет. Каждый год около 10 000 человек наслаждаются хорошей едой, аттракционами и развлечениями в уик-энда.
Каждое воскресенье в первой половине дня в городе работает сельскохозяйственный рынок, где можно приобрести продукцию местных фермеров.

## География
Город Темпл-Сити расположен к северо-востоку от центра Лос-Анджелеса у подножия гор Сан-Гейбриел.
Согласно данным Бюро переписи населения США, общая площадь города составляет 4 квадратных мили (ок. 10 км2).